# Pantydia pallidilinea
Pantydia pallidilinea är en fjärilsart som beskrevs av Walker 1858. Pantydia pallidilinea ingår i släktet Pantydia och familjen nattflyn. Inga underarter finns listade i Catalogue of Life.